# Damala (Georgia)
Damala (en georgiano: დამალა; en armenio: Դամալա) es un pueblo de Georgia ubicado en el centro de la región de Mesjetia-Yavajetia, siendo parte del municipio de Aspindza. 

## Geografía
Damala se encuentra a 3 km de Aspindza y 36 de Ajaltsije.  

## Historia
Damala fue creado por el Imperio otomano en 1595 para registrar las tierras tomadas de Georgia para determinar los ingresos.  
Después de la guerra ruso-turca (1828-1829) y el reasentamiento de la población armenia cristiana en Georgia, en 1828 se establecieron en el pueblo 29 familias, de los pueblos de Shipik, Kerek, Rabat y Garangot de la región de Erzurum.
Después de la revolución y el colapso del Imperio ruso, comenzó una nueva etapa en la historia de Yavajetia. Las tropas rusas que luchaban en el frente del Cáucaso de la Primera Guerra Mundial comenzaron a abandonar espontáneamente sus posiciones de combate, lo que permitió a las tropas turcas pasar a la ofensiva a lo largo de todo el frente. Las pequeñas tropas armenias no pudieron resistir la ofensiva de las tropas turcas.
En enero de 1918, se crearon grupos de autodefensa en las aldeas armenias y georgianas adyacentes a las turcas. Los habitantes del pueblo de Damala bajo el mando de Mato Markaryan fueron los primeros en armarse. En marzo de 1918, las tropas turcas, venciendo la resistencia de algunas unidades de autodefensa armenias, atacaron Yavajetia. Todos los pueblos de la región de Ajalkalaki cayeron bajo el dominio de las tropas otomanas, excepto Damala. 
El 9 de octubre de 2003 por la mañana en el pueblo de Damala hubo una fuerte explosión. Se colocó un artefacto explosivo en el edificio del centro médico rural, el cual quedó completamente destruido. El 1 de mayo de 2008, se consagró la antigua iglesia armenia de la Santa Cruz. La primera mención de esta iglesia en fuentes históricas se remonta a la década de 1830, y la iglesia fue renovada por última vez en 1872.

## Demografía
La evolución demográfica de Damala entre 2002 y 2014 fue la siguiente:
| 1984                                            | 1234 |
| (Fuente: Population of Georgia in Soviet times) |      |

Su población era de 1234 en 2014, con el 99,35% de la población son armenios.

## Infraestructura

### Arquitectura, monumentos y lugares de interés
En el territorio del pueblo se encuentra la iglesia de Damala en honor a San Jorge, construida a principios de la Edad Media, y la fortaleza de Kojta.